# Новая Таволжанка
Но́вая Таволжа́нка — село в Шебекинском районе Белгородской области России. Административный центр Новотаволжанского сельского поселения.

## География
Село расположено в 8 км юго-западнее города Шебекино, возле границы с Украиной: на юго-востоке области (западный берег реки  Таволжанка). Железнодорожная станция Нежеголь Юго-Восточной железной дороги на однопутной тепловозной линии Белгород — Купянск (от станции отходит ветка на Шебекино, раньше также действовала ещё одна — до станции Боткино).

## История
Впервые село упоминается в 1669 году. Здесь местными жителями была построена засечная черта, защищавшими Русское государство в составе Белгородского разряда.

### После 2022 года
16 декабря 2022 года село попало под обстрел. Один из снарядов попал в подвал школы. 20 февраля 2023 года произошёл обстрел, в ходе которого, по заявлению губернатора Белгородской области Вячеслава Гладкова, погибла 12-летняя девочка.
В начале июня 2023 в селе велись бои между российской армией и силами Русского добровольческого корпуса (РДК). 5 июня губернатор Белгородской области Вячеслав Гладков заявил, что войти в село российским подразделениям не представляется возможным и в населенном пункте остаются около 100 человек. Русский добровольческий корпус утверждал, что продолжает контролировать населённый пункт и предложил Гладкову встретиться с ними в храме села, для передачи российских пленных, но встреча так и не состоялась.
Чуть позже в интернете начали появляться видео, из которых становится ясно, что посёлок контролируется российской армией.

## Население
| 2002 | 2010  | 2021  |
| ---- | ----- | ----- |
| 4989 | ↗5324 | ↘5268 |

## Известные уроженцы
- Сериков, Иван Павлович (27 июля 1916 года — 5 марта 1958 года) — командир 1-го батальона 358-го стрелкового полка 136-й стрелковой дивизии 70-й армии 2-го Белорусского фронта, капитан, Герой Советского Союза.